# Bischofsmütze
Bischofsmütze er et bjerg i Alperne i den østrigske delstat Salzburg. Bjerget er 2.458 moh og er den højeste tinde på Gosaukamm, der er den vestlige udløber af Dachstein. Den danner sammen med Kleine Bischofsmütze en markant spids, der kan minde om bispehue (ty: Bischsmütze).
Bjerget er vartegn for kommunen Filzmoos, hvor bjerget er beliggende. Den 22. september 1993 faldt imidlertid et 200 meter stort stykke af spidsen, hvorved bjerget mistede noget af sin karakteristiske facon.
Der fører flere klartreruter til Bischofsmütze, og bjerget er værdsat af bjergbestigere. Før 1993 førte omkring 30 ruter til bjergtoppen; i dag er der kun 15 ruter.